# 葵涌

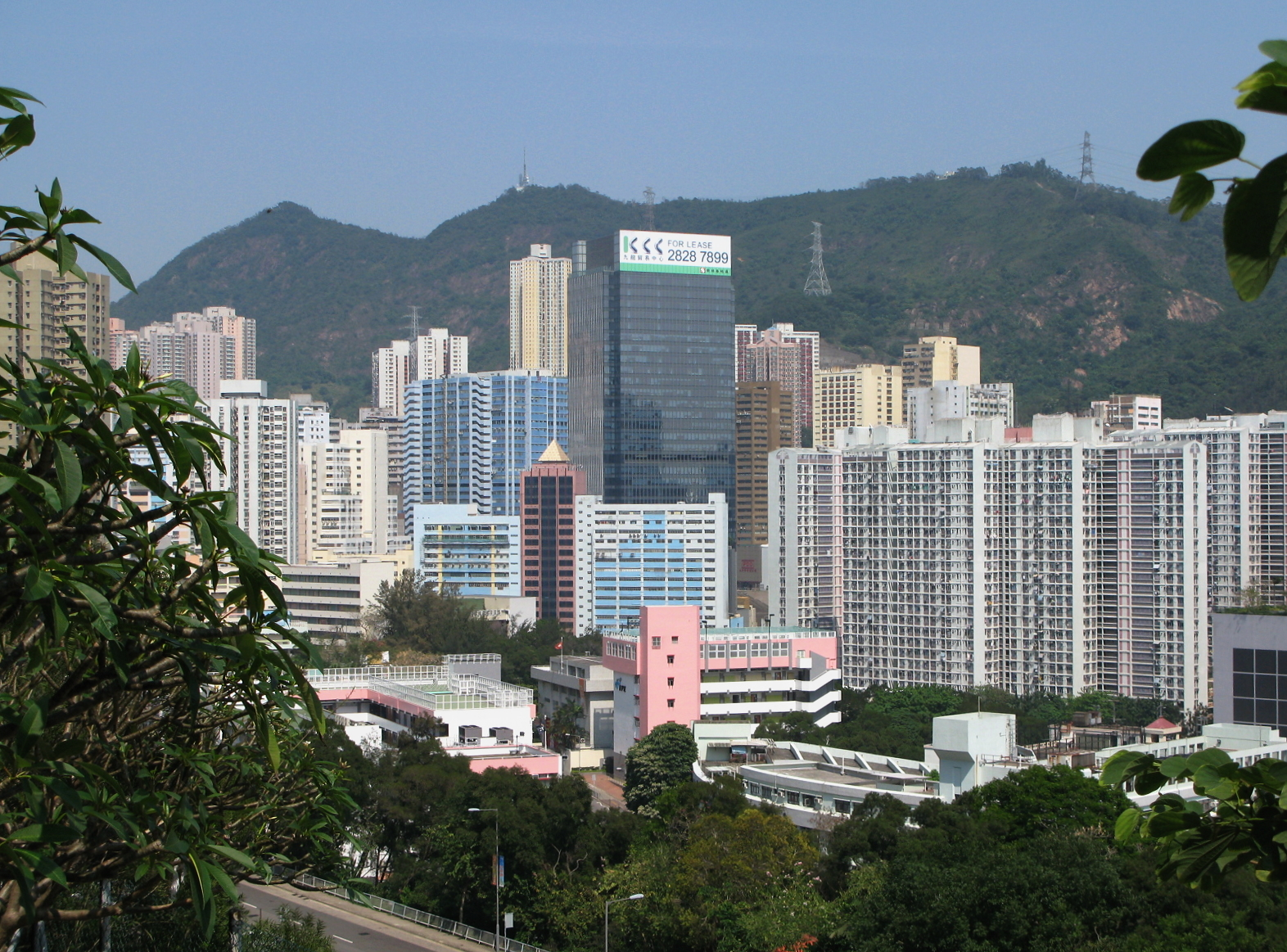
葵涌のビル群

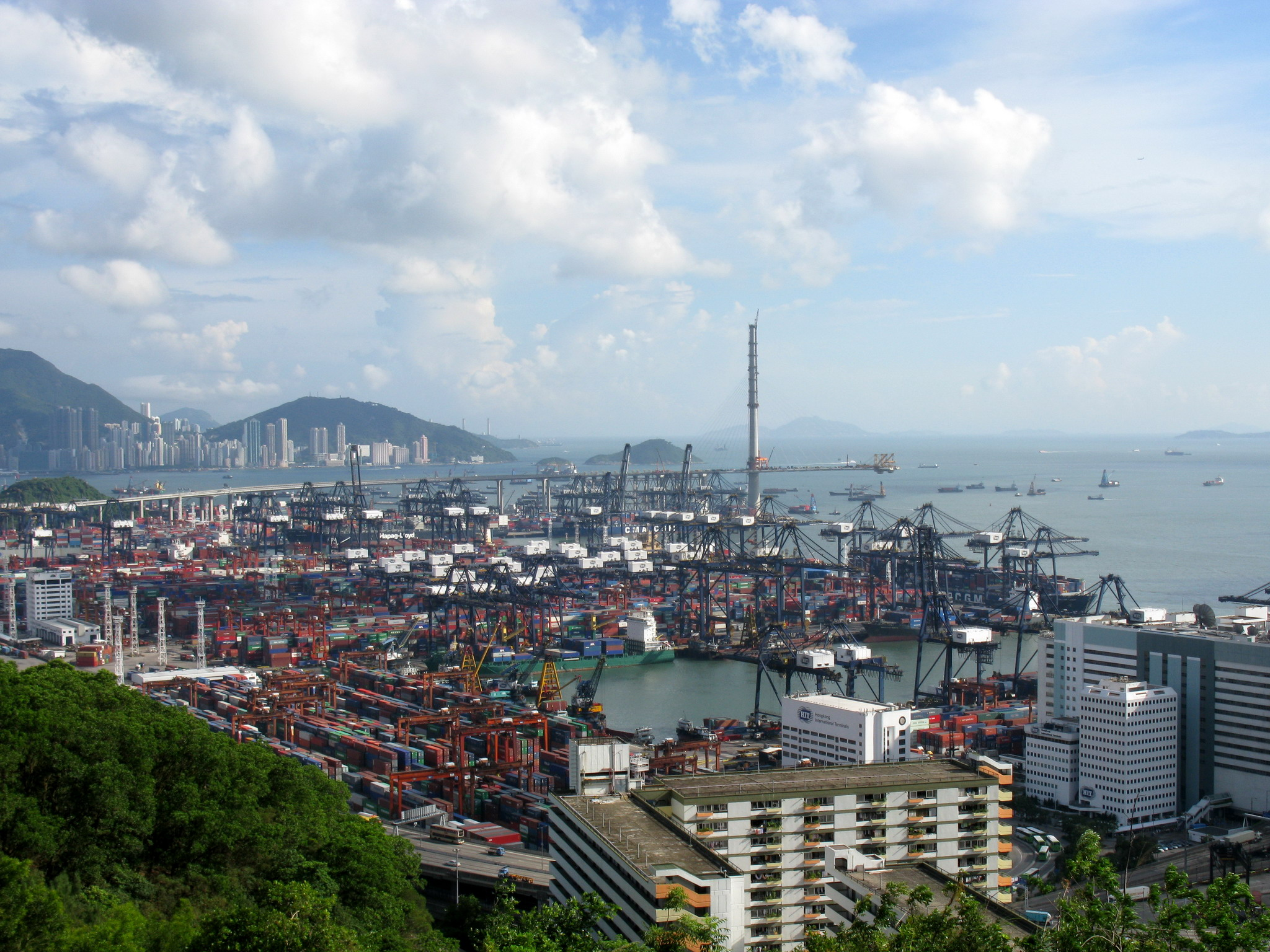
葵涌コンテナターミナル

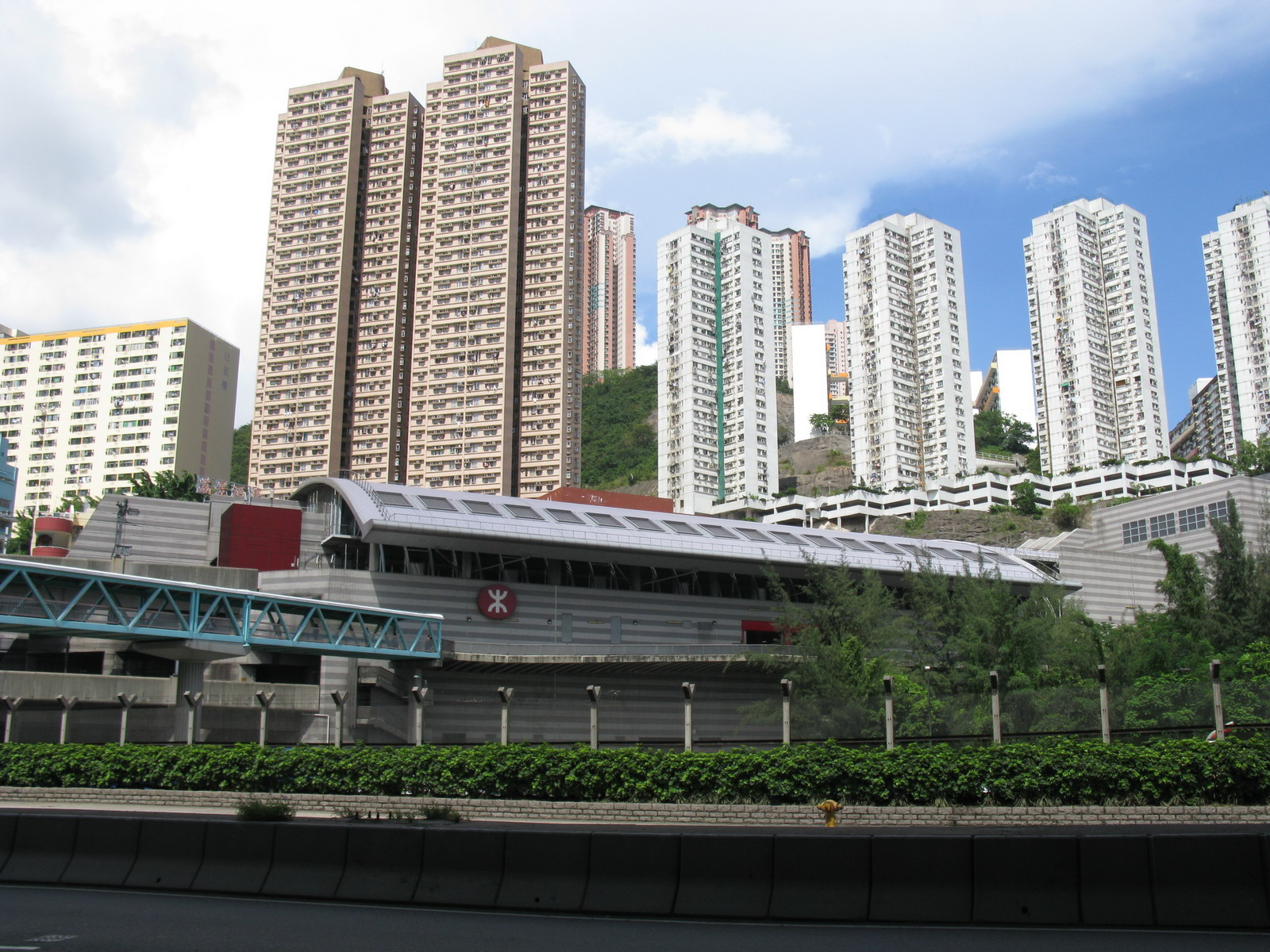
茘景邨、茘景駅、賢麗苑

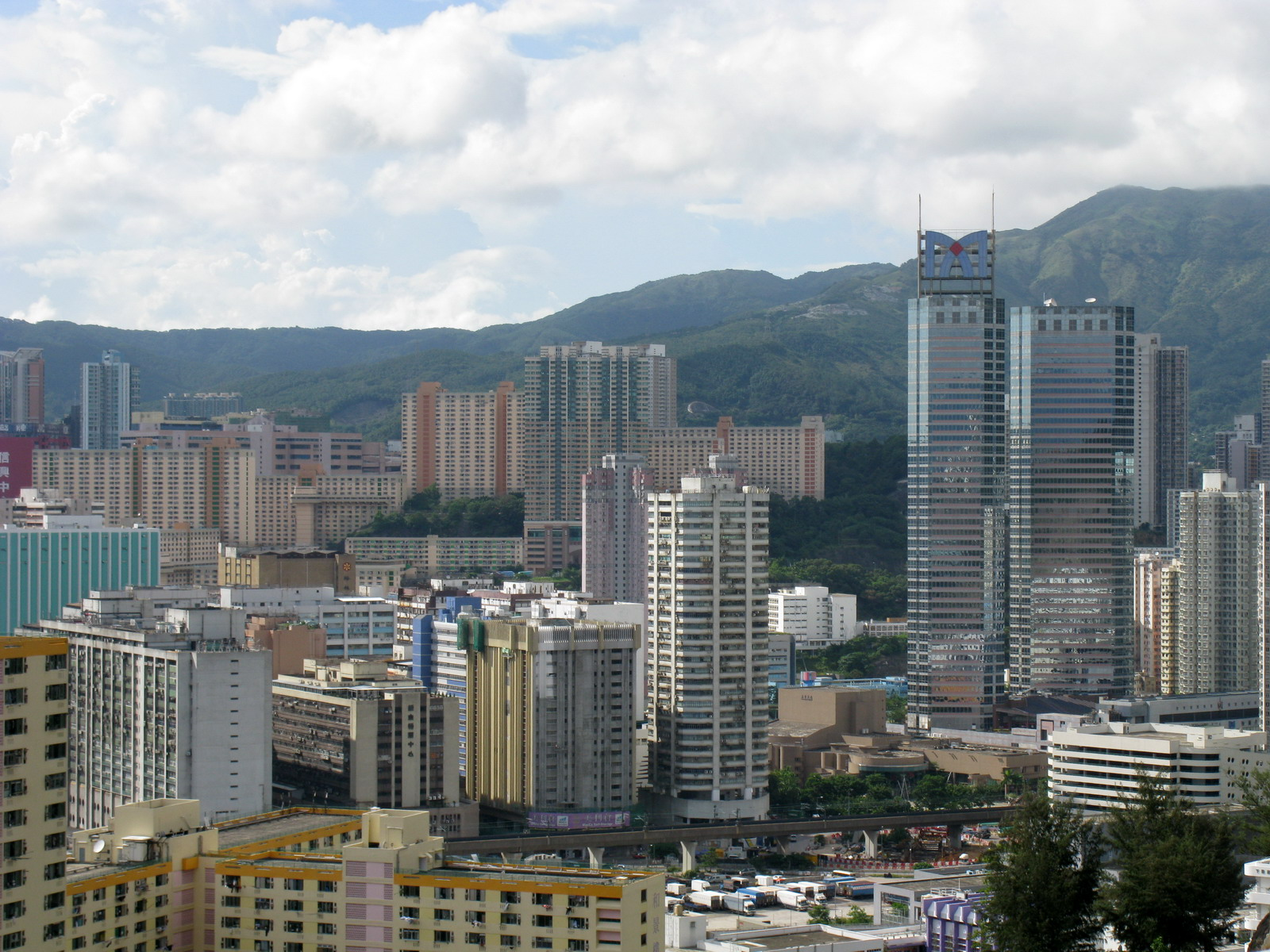
葵芳

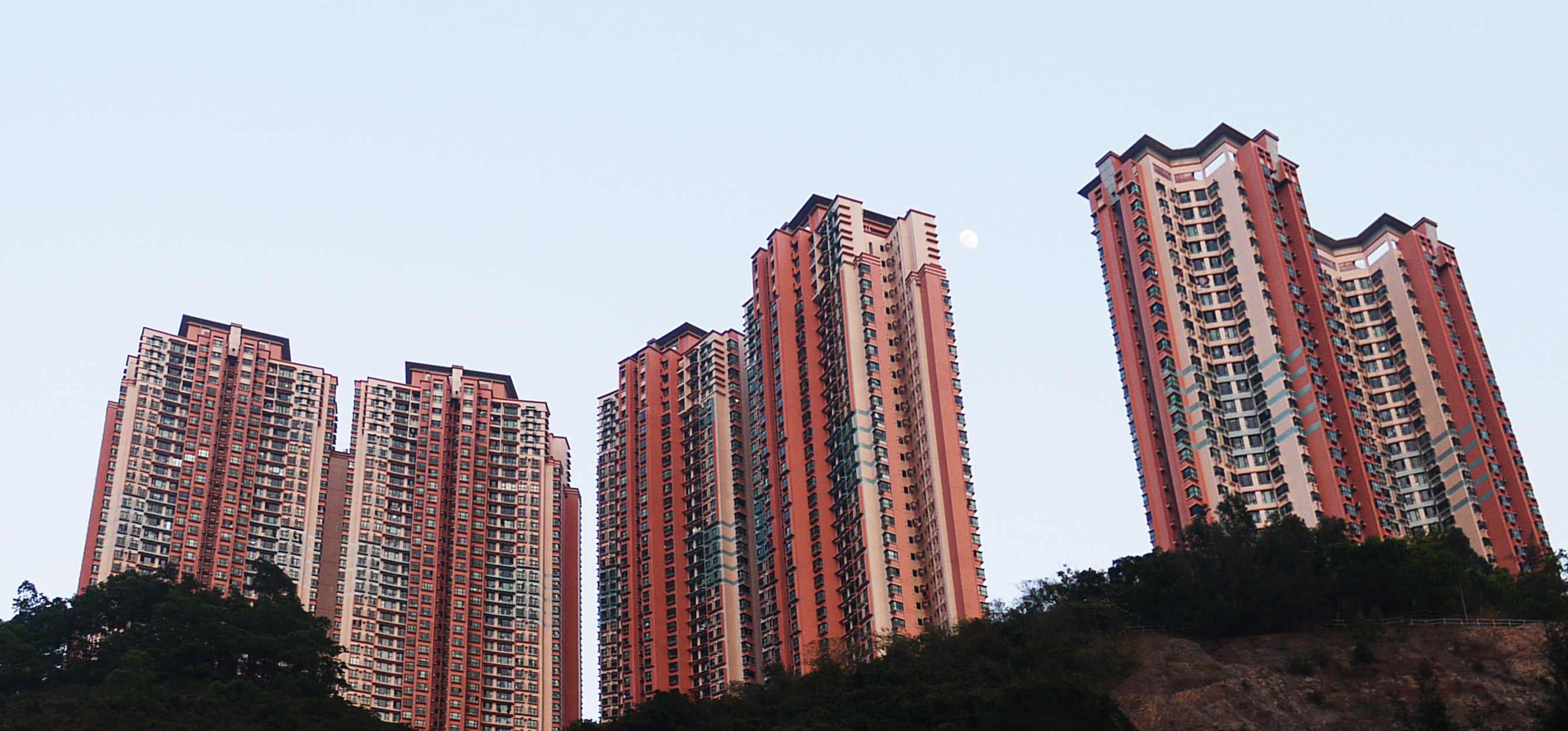
茘景山頂に建てられた浩景臺は、サンドイッチクラス住宅計画に基づいて建てられた住宅の1つである

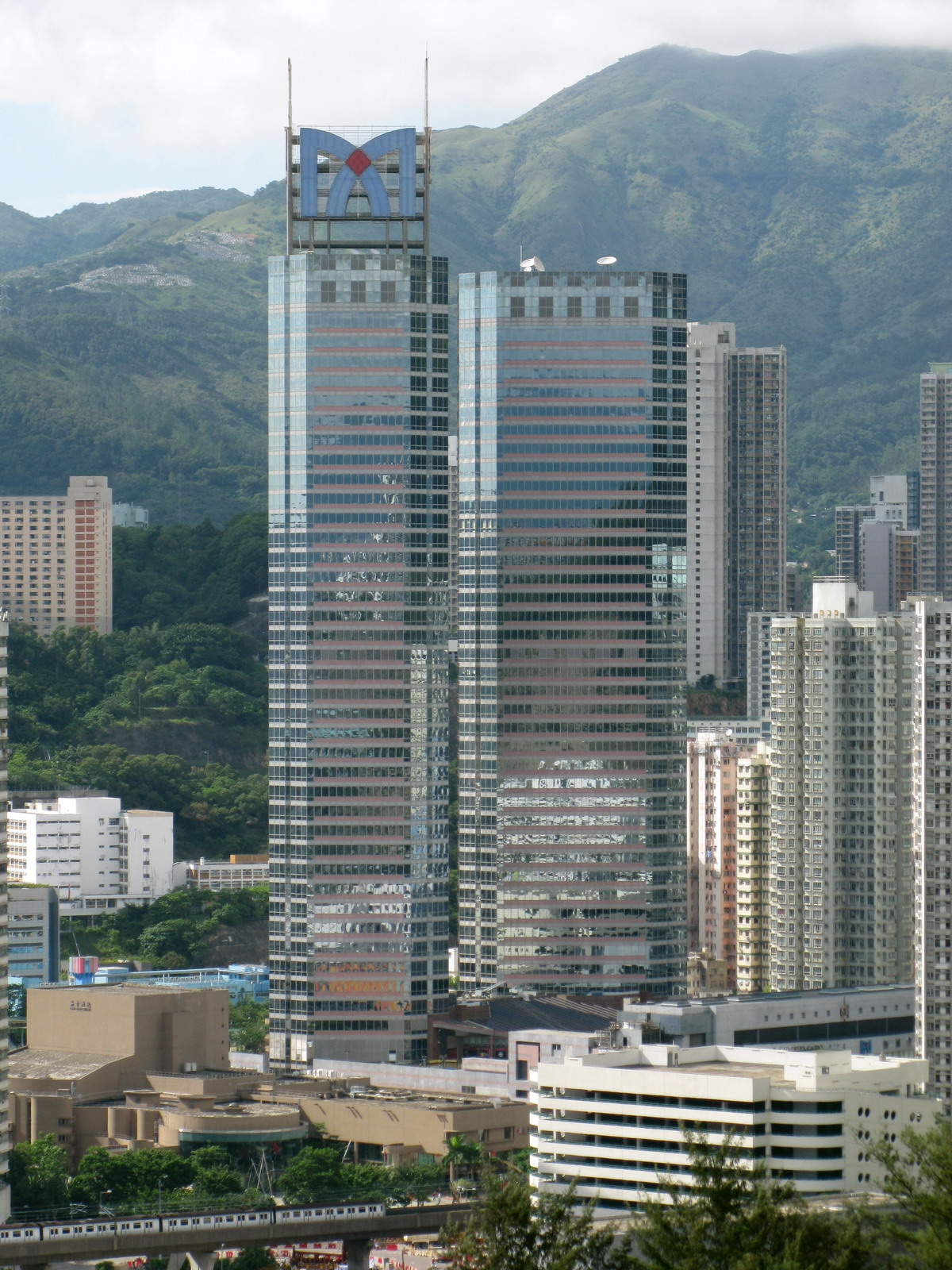
メトロプラザは葵芳駅と連絡しているほか、多数のバスが乗り入れている

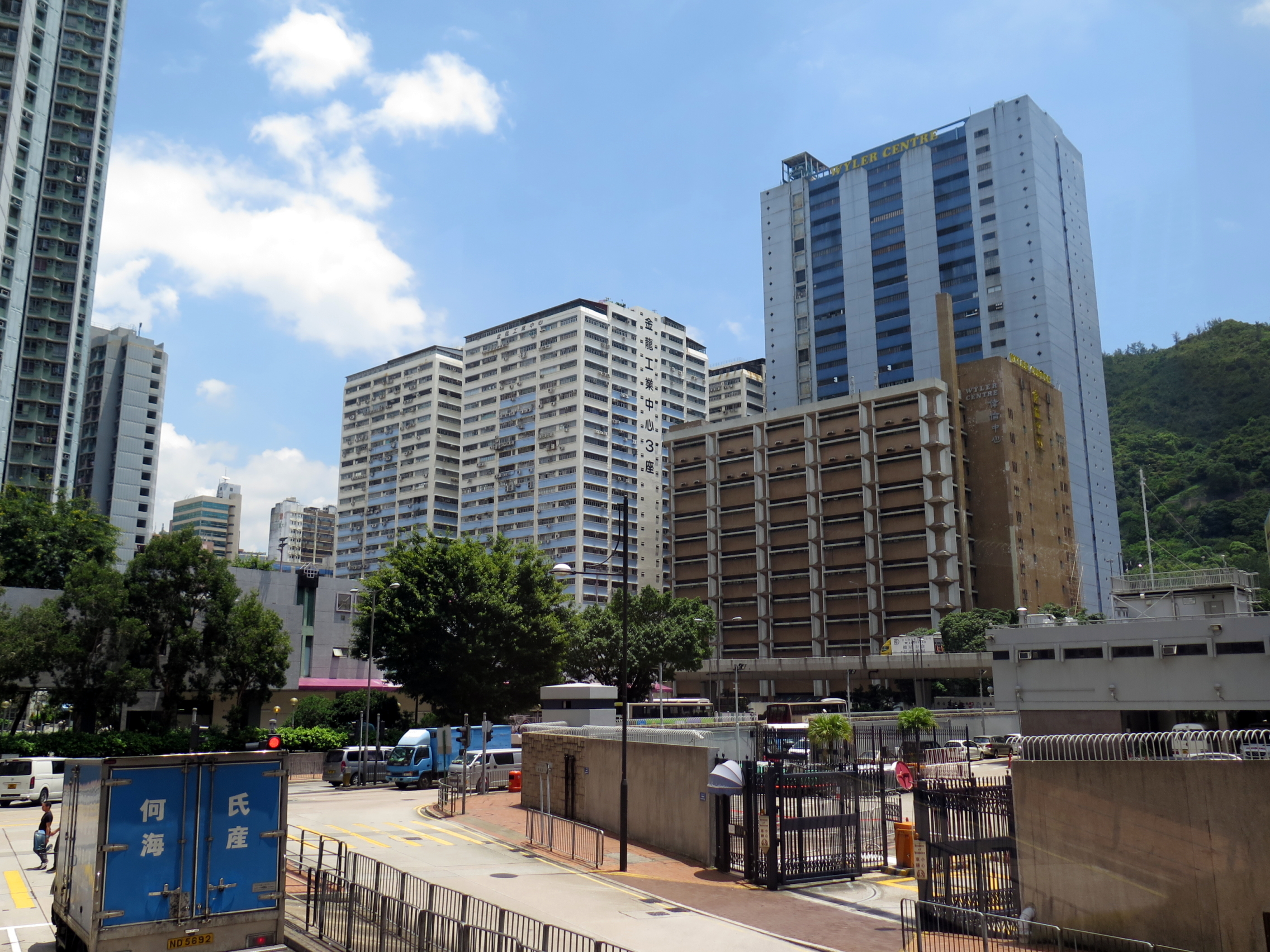
葵涌には工場が多い

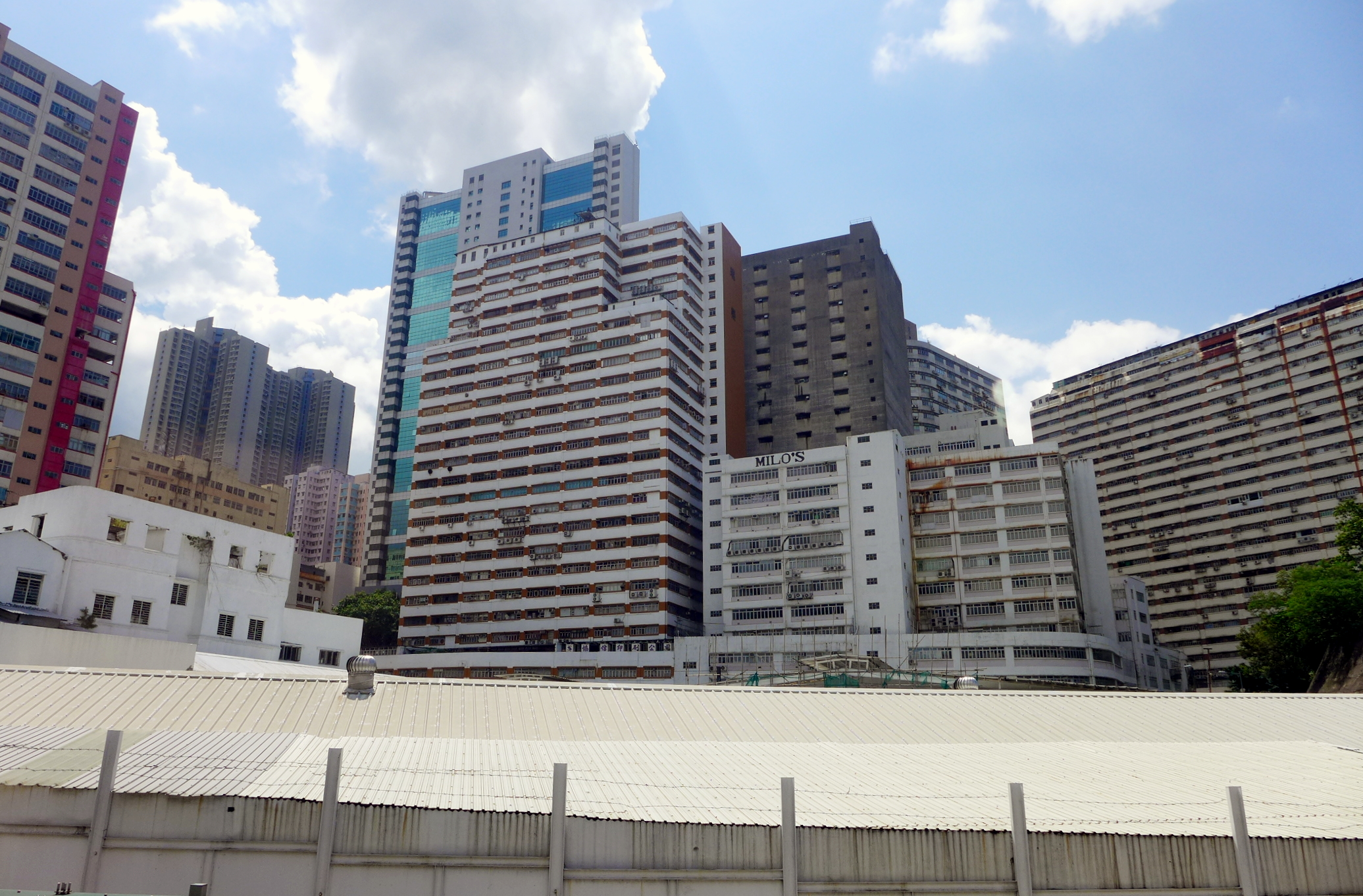
中葵涌の工業団地

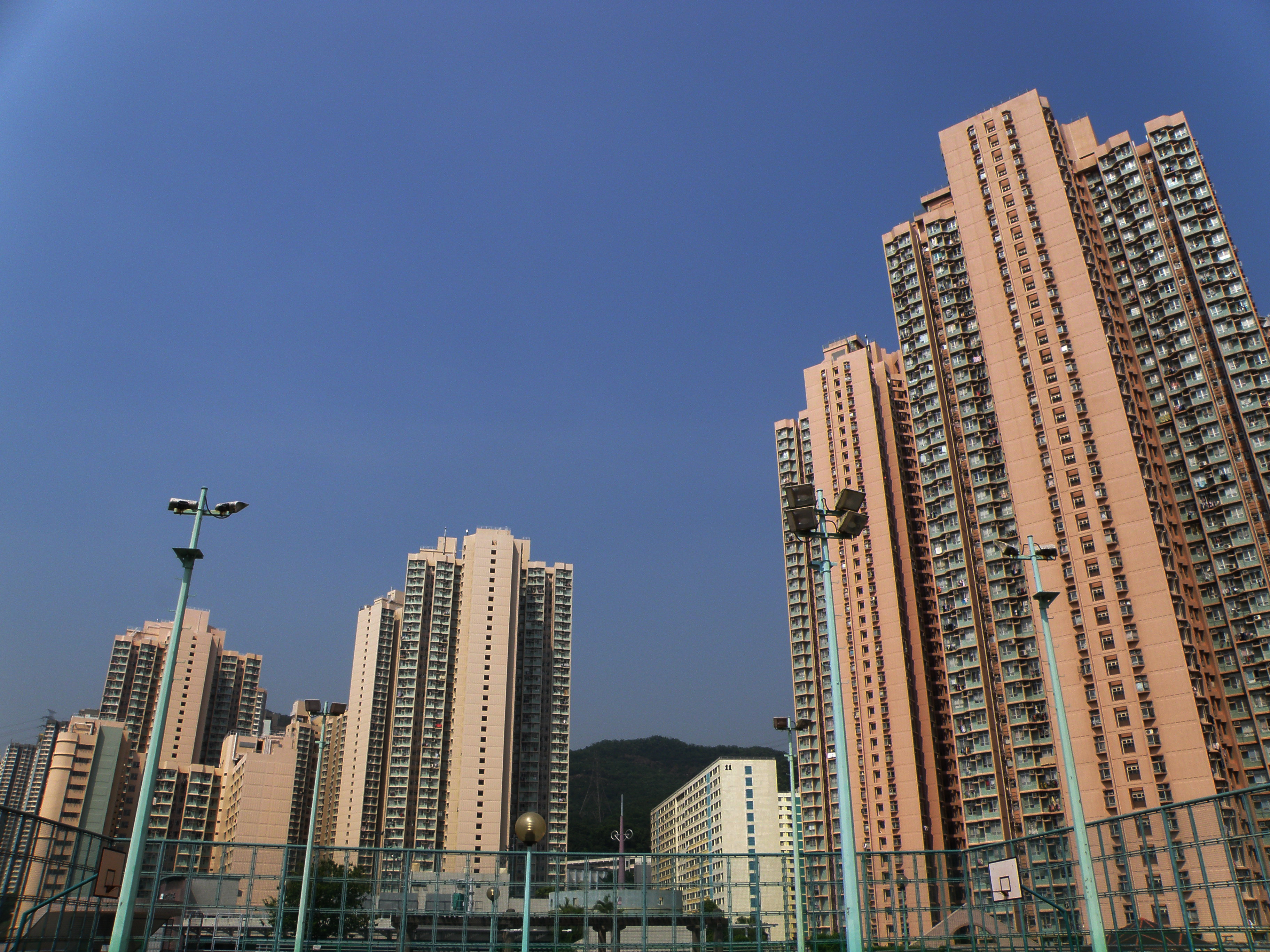
石籬（二）邨

麗瑤邨

葵涌（きちょう、中国語: 葵涌, 英語: Kwai Chung）は、香港の新界南西部にある地区である。荃湾ニュータウンの一部となっており、行政区としては、かつては荃湾区に属していたが、現在は青衣島とともに葵青区を構成している。上葵涌、中葵涌、下葵涌に細分化される。上葵涌や下葵涌には比較的大きな住宅団地が集中しているのに対し、中葵涌は工業団地となっている。
葵涌は香港でも有数の工業・商業地域であり、なかでも葵涌コンテナターミナルは世界6位のコンテナターミナルとなっているため、多くの企業が事務所を構える。また、同時に多くの住宅団地を有する地区でもある。

## 歴史

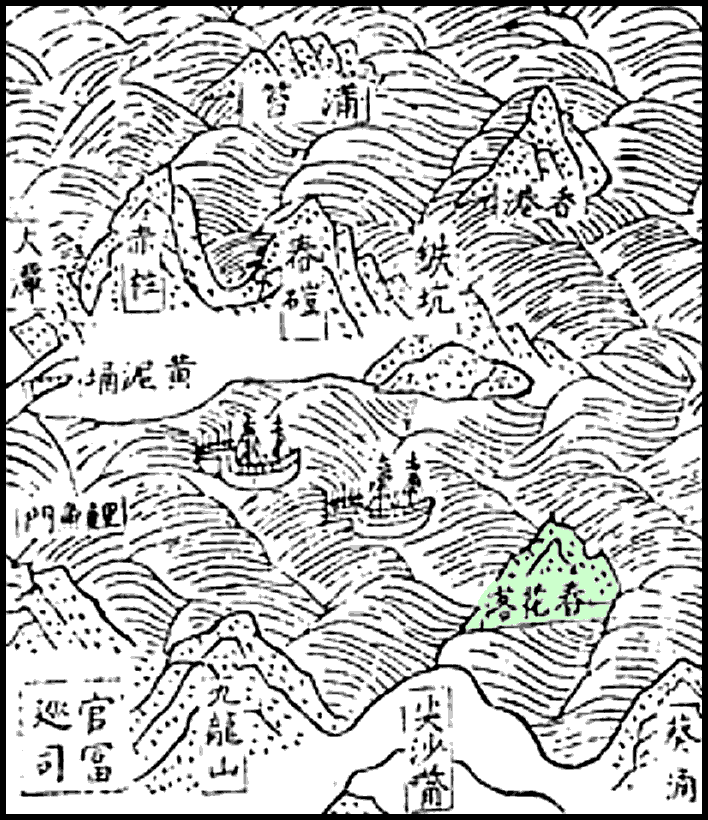
『粤大記』に記載された「葵涌」の地名

葵涌の歴史は、少なくとも、「葵涌海澳」の設立された明の時代まで遡ることができる。東には官富巡検司が、西には屯門海澳があった。正徳年間、ヨーロッパは大航海時代にあたり、東アジアに進出したポルトガル王国は、屯門にポルトガル植民地を築いた。また、屯門海戦で明軍が敗れるまで、葵涌海澳一帯には攻撃が続いた。1898年より、葵涌は、イギリスの植民地・香港の一部として、新界に組み込まれることとなる。
葵涌は長らく大きな開発がされなかったが、1960年代に入ると、香港の衛星都市として荃湾ニュータウンの開発が進み、住宅団地が次々に建設された。もともと葵涌は荃湾区の一部であったが、1985年に青衣島とともに分離し、葵青区となった。1990年に開通した城門トンネルは新界東を結ぶ幹線道路である。
1990年代に入ると、香港政府が赤鱲角に新空港の建設を始めた。新空港とを結ぶインフラの1つとして、青嶼幹線が葵涌や青衣を通るルートで計画され、葵青区は大きく発展した。一方、1960年代から1970年代にかけて移り住んだ住民が一斉に高齢化する問題も生じている。

## 外国人労働者
1970年代に、香港は産業発展の担い手として、パキスタン、インド、ネパールから多くの男性出稼ぎ労働者を受け入れた。葵涌はコンテナターミナルを有し、造船所や、紡績工場などの集まる工業団地が多数存在したことから、彼らにとって多くの雇用機会を生み出した。南アジア人は、交通費を節約するため、共同でアパートを借りて葵涌と石籬の間にある屏麗径に住む場合が多かったことから、この辺りに彼らのコミュニティが生まれた。
現在は労働者の二代目が多く住んでいる。2011年の人口調査においては、葵青区内に2,000人のパキスタン人が住んでいることがわかっており、これは油尖旺区や元朗区に次いで3番目に多い。

## 商業
葵涌はもともと荃湾区に属しており、共通して荃湾ニュータウンの一部であったため、他のニュータウンにみられる中心市街地は荃湾に置かれ、葵涌には存在しなかった。しかし、葵涌が荃湾区から分離すると、葵青劇場など、葵青区にも公共施設が置かれるようになった。港鉄葵芳駅一帯には、葵盛遊泳池、葵涌運動場、南葵涌賽馬会診所などが置かれるほか、新都会広場や葵涌広場といった商業施設も存在し、葵涌の中心的役割を果たしている。

## 施設
- エヴァーゲインプラザ (永得利廣場)
- メトロプラザ (新都會廣場)
- 九龍貿易センター (九龍貿易中心)
- KC100
- ブロードウェイセンター (百匯中心)
- メトロロフト (都會坊)
- アジア貿易センター (亞洲貿易中心)
- 葵涌プラザ (葵涌廣場)
- ウェルシーガーデン (葵芳匯)

ホテル
- ホテルコージー・オアシス (悦品酒店)
- ホテルイーズ荃湾（悦品酒店・荃灣)
- ホテルイーズアクセス荃湾 (旭逸雅捷酒店・荃灣)
- ドーセット荃湾ホテル (荃灣帝盛酒店)
- シルカ荃湾香港 (荃灣絲麗酒店)

病院
- プリンセスマーガレット病院 (瑪嘉烈醫院)
- 葵涌病院 (葵涌醫院)

運動場
- 葵涌運動場
- 和宜合道運動場

## 工場
1970年代、香港の工業が発展し、工業団地内には、紡績工場など様々な工場が入り、大きな雇用機会を創出した。中国本土で改革開放が行われると、多くの工場が本土へと移転したため、その後の空いた空間には、同珍工業大廈の100Most (100毛) など、様々なアート関連施設が置かれている。
- 葵涌屈臣氏中心
- 楽声工業中心
- 業成工業中心
- 華達工業中心
- 裕林工業中心
- 華豊工業中心
- 和豊工業中心
- 宏達工業中心
- 金星工業大廈
- 安達工業大廈
- 美順工業大廈
- 偵昌工業大廈
- 陶比工業大廈
- 同珍工業大廈
- 金運工業大廈
- 金魚工業大廈
- 百新工業大廈
- 華基工業大廈

## 住宅
| 名称       | 中国語     | 英語                   |
| 新葵芳花園 | 新葵芳花園 | New Kwai Fong Gardens  |
| 新葵興花園 | 新葵興花園 | Sun Kwai Hing Gardens  |
| 月海湾     | 月海灣     | Horizon Place          |
| 雍雅軒     | 雍雅軒     | The Apex               |
| 茘湾花園   | 荔灣花園   | Lai Chi Kok Bay Garden |
| 浩景臺     | 浩景臺     | Highland Park          |
| 芊紅居     | 芊紅居     | Hibiscus Park          |

### 公営住宅
葵涌には多くの公営住宅があり、そのほとんどが1964年から1970年代にかけて開発されたものであるが、一部は1991年から2008年の間に建て替えられている。葵涌邨は、荃湾ニュータウンおよび葵青區において、最大の公営住宅となっている。
| 名称     | 中国語   | 英語                    |
| 石籬邨   | 石籬邨   | Shek Lei Estate         |
| 石蔭邨   | 石蔭邨   | Shek Yam Estate         |
| 安蔭邨   | 安蔭邨   | On Yam Estate           |
| 石蔭東邨 | 石蔭東邨 | Shek Yam East Estate    |
| 大窩口邨 | 大窩口邨 | Tai Wo Hau Estate       |
| 葵涌邨   | 葵涌邨   | Kwai Chung Estate       |
| 葵興邨   | 葵興邨   | Kwai Hing Estate        |
| 葵芳邨   | 葵芳邨   | Kwai Fong Estate        |
| 葵翠邨   | 葵翠邨   | Kwai Tsui Estate        |
| 葵盛東邨 | 葵盛東邨 | Kwai Shing East Estate  |
| 葵盛西邨 | 葵盛西邨 | Kwai Shing West Estate  |
| 高盛臺   | 高盛臺   | High Prosperity Terrace |
| 茘景邨   | 荔景邨   | Lai King Estate         |
| 麗瑤邨   | 麗瑤邨   | Lai Yiu Estate          |
| 祖堯邨   | 祖堯邨   | Cho Yiu Chuen           |
| 華茘邨   | 華荔邨   | Wah Lai Estate          |
| 葵聯邨   | 葵聯邨   | Kwai Luen Estate        |

## 交通
- 香港MTR
  - ■荃湾線

（中環方面） - 美孚駅 - 茘景駅 - 葵芳駅 - 葵興駅 - 大窩口駅 - （荃湾方面）
  - ■東涌線

（香港方面） - 茘景駅 - （東涌方面）
  - ■屯馬線

（烏渓沙方面） - 美孚駅 - （屯門方面）